# Subterranea (альбом)
| Оценки критиков | Оценки критиков |
| Источник        | Оценка          |
| --------------- | --------------- |
| Allmusic        | [ 1 ]           |

Subterranea — двойной альбом британской группы нео-прогрессивного рока IQ, выпущенный в 1997 году.

## История
Subterranea является рассказом о человеке, который был жертвой одного эксперимента. История, в основу которой легла концепция альбома, аналогична истории Каспара Хаузера, мысленно перенесённая в настоящее время. Он был в раннем детском возрасте схвачен некими экспериментаторами (называемыми «Провайдер») и отправлен в условия, подобные камере сенсорной депривации, безо всякой возможности контакта с внешним миром, на достаточно продолжительное время. Затем, по замыслу концепции альбома, он должен быть выпущен на волю, уже будучи взрослым.
Точно неизвестно, является ли его выпуск на волю частью эксперимента, или же он сам сбегает. Участники группы дали разные разъяснения по этому поводу. Клавишник группы Мартин Орфорд объяснил: «В рамках эксперимента с камерой сенсорной депривации он был выпущен на свободу, но всё время был под контролем экспериментаторов». В любом случае, главный герой не знает, почему он был в заключении, и не знает, почему он был выпущен. Он, попав во внешний мир и ощущая все зрительные образы, звуки и запахи, которые ранее не ощущал, испытывает сенсорную перезагрузку. Он должен переварить все эти вещи, которые его окружают (автомобили, здания, телевидение и т. д.), о чём повествуется в композиции из первой части, одноимённой с альбомом (Subterranea).
После этого для него наступают трудные времена жизни среди бездомных и бродяг (Sleepless Incidental). Он оказывается лёгкой добычей некой религиозной секты. Они пытаются дать объяснение всей его жизни и тому, что с ним происходило, потому, как он не знает, что на самом деле с ним происходило. Но он отказывается быть вовлечённым в эту секту (Failsafe).
Затем он встречает девушку по имени Майя (её имя встречается далее в заключительной композиции второй части альбома The Narrow Margin), и влюбляется в неё. У него с ней устанавливаются глубокие дружеские и романтические отношения (Speak My Name), но в конце концов экспериментаторы уследили это и отняли её у него (Tunnel Vision). Она была ими убита (согласно объяснениям участников группы). Это вызвало сильный гнев у главного героя, и он понял, что за ним следят. Он, осторожно наблюдая вокруг себя, выследил одного из экспериментаторов и в гневе его убил, перед этим заставив назвать имя человека, который стоит во главе тех, кто затеял весь этот эксперимент и кто несёт ответственность за его страдания (Infernal Chorus). Его имя — Мокенру (Mockenrue).
Оказавшись не в состоянии исправить свою ситуацию, главный герой уходит в себя, замыкается, о чём повествует композиция King of Fools. Далее наступает период спокойного размышления (The Sense in Sanity), где главный герой пытается переосмыслить себя и понять, что же с ним происходит, и затем немедленно вернуться к реальности (State of Mine).
Во второй части альбома герой осознаёт, что он жертва некого эксперимента и, что он был заточен в камере с некоторыми намерениями, и он бы хотел узнать, какие эти намерения. В определённый момент времени он маскируется и пытается выяснить это (Capricorn). В это время он уже осознаёт, что жизнь во внешнем мире гораздо более трудная, нежели его прежняя жизнь в камере под контролем экспериментаторов (Unsolid Ground). В продолжение истории, он понимает, что он не единственная жертва этого эксперимента (Somewhere in Time), есть и другие, кто несёт то же клеймо, тот же странный символ. Этот символ встречается на изображениях к альбому, и выполнен как логотип в форме прямоугольника, внутри которого изображены круг и четыре точки, собранные в нечто похожее на надпись «IQ».
Жертвы Мокенру желают собраться вместе и отомстить (High Waters), но экспериментаторы оказались слишком умны и собрали всех жертв в одном старом здании и подожгли его, пытаясь уничтожить улики эксперимента (The Narrow Margin). В драматическом противостоянии главный герой встречает главного зачинщика его заточения в камеру. В финальной сцене герой оказывается единственным спасённым и покорно возвращается снова в ту же камеру депривации, заставляя сюжет альбома идти по кругу. Альбом начинается со сцены, где главный герой выпущен на волю и не понимает, кто он и что с ним происходит, и заканчивается сценой, где он остаётся в покое наедине сам с собой. Пережив множество испытаний, он понял, что во внешнем мире столько всего ужасного, что лучше уж быть в заточении в камере депривации. Так он возвращается к своему месту заточения, которое не конкретизировано.

## Список композиций
Музыка группы IQ, тексты Питера Николлса.

### Диск 1
1. «Overture» — 4:38
2. «Provider» — 1:36
3. «Subterranea» — 5:53
4. «Sleepless Incidental» — 6:23
5. «Failsafe» — 8:57
6. «Speak My Name» — 3:35
7. «Tunnel Vision» — 7:24
8. «Infernal Chorus» — 5:10
9. «King of Fools» — 2:02
10. «The Sense in Sanity» — 4:48
11. «State of Mine» — 1:59

### Диск 2
1. «Laid Low» — 1:29
2. «Breathtaker» — 6:04
3. «Capricorn» — 5:16
4. «The Other Side» — 2:22
5. «Unsolid Ground» — 5:04
6. «Somewhere in Time» — 7:11
7. «High Waters» — 2:43
8. «The Narrow Margin» — 20:00

## Участники записи
- Питер Николлс — вокал, бэк-вокал.
- Майк Холмс — гитара и гитарный синтезатор.
- Джон Джоуитт — бас-гитара и бэк-вокал.
- Мартин Орфорд — клавишные и бэк-вокал.
- Пол Кук — ударные и перкуссия.